# Tuffi ai Giochi della VIII Olimpiade - Trampolino femminile
La competizione del trampolino femminile  di tuffi ai Giochi della VIII Olimpiade si tenne i giorni 17 e 18 luglio 1924 alla Piscine de Tourelles.

## Risultati

### Turno eliminatorio
Primi tre in ogni gruppo avanzarono alla finale. 6 tuffi tutti liberi.
| Pos. | Atleta                    | Nazione       | Giudici                | Giudici                | Giudici                  | Giudici                  | Giudici           | Giudici           | Giudici           | Giudici           | Giudici            | Giudici            | Punti Ordinali | Punti Totali |
| Pos. | Atleta                    | Nazione       | Stati Uniti (bandiera) | Stati Uniti (bandiera) | Gran Bretagna (bandiera) | Gran Bretagna (bandiera) | Belgio (bandiera) | Belgio (bandiera) | Svezia (bandiera) | Svezia (bandiera) | Francia (bandiera) | Francia (bandiera) | Punti Ordinali | Punti Totali |
| Pos. | Atleta                    | Nazione       | PT                     | PO                     | PT                       | PO                       | PT                | PO                | PT                | PO                | PT                 | PO                 | Punti Ordinali | Punti Totali |
| ---- | ------------------------- | ------------- | ---------------------- | ---------------------- | ------------------------ | ------------------------ | ----------------- | ----------------- | ----------------- | ----------------- | ------------------ | ------------------ | -------------- | ------------ |
| 1    | Elizabeth Becker-Pinkston | Stati Uniti   | 91,8                   | 1,0                    | 93,8                     | 1,0                      | 105,3             | 1,0               | 91,8              | 1,0               | 99,7               | 2,0                | 6,0            | 482,4        |
| 2    | Aileen Riggin             | Stati Uniti   | 89,9                   | 2,0                    | 93,4                     | 2,0                      | 93,5              | 3,0               | 73,1              | 3,0               | 89,4               | 3,0                | 13,0           | 439,3        |
| 3    | Klara Bornett             | Austria       | 75,0                   | 3,0                    | 80,6                     | 3,0                      | 97,6              | 2,0               | 64,2              | 4,0               | 100,0              | 1,0                | 13,0           | 417,4        |
| 4    | Märta Johansson           | Svezia        | 66,9                   | 5,0                    | 64,8                     | 4,0                      | 81,9              | 4,0               | 89,5              | 2,0               | 74,7               | 4,0                | 19,0           | 377,8        |
| 5    | Louise Lenormand          | Francia       | 67,1                   | 4,0                    | 51,5                     | 6,0                      | 70,8              | 6,0               | 53,5              | 5,0               | 70,1               | 5,0                | 26,0           | 313,0        |
| 6    | Truus Klapwijk            | Paesi Bassi   | 59,8                   | 6,0                    | 54,8                     | 5,0                      | 76,1              | 5,0               | 50,9              | 6,0               | 45,7               | 6,0                | 28,0           | 287,3        |
| 7    | Catherine O'Bryen         | Gran Bretagna | 53,7                   | 7,0                    | 48,3                     | 7,0                      | 60,1              | 7,0               | 40,0              | 7,0               | 56,7               | 7,0                | 35,0           | 258,8        |
| 8    | Eve Briollet              | Francia       | 47,4                   | 8,0                    | 47,5                     | 8,0                      | 53,3              | 8,0               | 31,8              | 8,0               | 55,2               | 8,0                | 40,0           | 235,2        |

| Pos. | Atleta                | Nazione        | Giudici                | Giudici                | Giudici                  | Giudici                  | Giudici           | Giudici           | Giudici           | Giudici           | Giudici            | Giudici            | Punti Ordinali | Punti Totali |
| Pos. | Atleta                | Nazione        | Stati Uniti (bandiera) | Stati Uniti (bandiera) | Gran Bretagna (bandiera) | Gran Bretagna (bandiera) | Belgio (bandiera) | Belgio (bandiera) | Svezia (bandiera) | Svezia (bandiera) | Francia (bandiera) | Francia (bandiera) | Punti Ordinali | Punti Totali |
| Pos. | Atleta                | Nazione        | PT                     | PO                     | PT                       | PO                       | PT                | PO                | PT                | PO                | PT                 | PO                 | Punti Ordinali | Punti Totali |
| ---- | --------------------- | -------------- | ---------------------- | ---------------------- | ------------------------ | ------------------------ | ----------------- | ----------------- | ----------------- | ----------------- | ------------------ | ------------------ | -------------- | ------------ |
| 1    | Carol Fletcher        | Stati Uniti    | 87,4                   | 1,0                    | 85,6                     | 1,0                      | 98,9              | 1,0               | 79,6              | 3,0               | 95,1               | 1,0                | 7,0            | 446,6        |
| 2    | Signe Johansson       | Svezia         | 68,3                   | 3,0                    | 74,1                     | 2,0                      | 95,6              | 2,0               | 99,5              | 1,0               | 84,2               | 2,0                | 10,0           | 421,7        |
| 3    | Ewa Olliwier          | Svezia         | 73,7                   | 2,0                    | 73,8                     | 3,0                      | 89,7              | 3,0               | 89,8              | 2,0               | 81,8               | 4,0                | 14,0           | 408,8        |
| 4    | Viktoria Sölkner      | Austria        | 67,1                   | 5,0                    | 70,8                     | 4,0                      | 89,2              | 4,0               | 52,5              | 5,0               | 83,3               | 3,0                | 21,0           | 362,9        |
| 5    | Amelia Hudson         | Gran Bretagna  | 67,5                   | 4,0                    | 62,0                     | 5,0                      | 83,8              | 5,0               | 57,0              | 4,0               | 74,9               | 5,0                | 23,0           | 345,2        |
| 6    | Suzanne Raeth         | Francia        | 53,3                   | 6,5                    | 54,4                     | 6,0                      | 65,7              | 7,0               | 40,7              | 6,0               | 59,9               | 7,0                | 32,5           | 274,0        |
| 7    | Hendrika Bante        | Paesi Bassi    | 50,7                   | 8,0                    | 49,1                     | 8,0                      | 69,1              | 6,0               | 39,9              | 7,0               | 61,8               | 6,0                | 35,0           | 270,6        |
| 8    | Gladys Luscombe       | Gran Bretagna  | 53,3                   | 6,5                    | 39,3                     | 9,0                      | 58,9              | 9,0               | 39,1              | 8,0               | 53,4               | 8,0                | 40,5           | 244,0        |
| 9    | Aloisie Krongeigerová | Cecoslovacchia | 43,2                   | 9,0                    | 50,2                     | 7,0                      | 61,3              | 8,0               | 38,6              | 9,0               | 39,9               | 9,0                | 42,0           | 233,2        |

### Finale
6 tuffi tutti liberi.
| Pos.    | Atleta                    | Nazione     | Giudici                | Giudici                | Giudici                  | Giudici                  | Giudici           | Giudici           | Giudici           | Giudici           | Giudici            | Giudici            | Punti Ordinali | Punti Totali |
| Pos.    | Atleta                    | Nazione     | Stati Uniti (bandiera) | Stati Uniti (bandiera) | Gran Bretagna (bandiera) | Gran Bretagna (bandiera) | Belgio (bandiera) | Belgio (bandiera) | Svezia (bandiera) | Svezia (bandiera) | Francia (bandiera) | Francia (bandiera) | Punti Ordinali | Punti Totali |
| Pos.    | Atleta                    | Nazione     | PT                     | PO                     | PT                       | PO                       | PT                | PO                | PT                | PO                | PT                 | PO                 | Punti Ordinali | Punti Totali |
| ------- | ------------------------- | ----------- | ---------------------- | ---------------------- | ------------------------ | ------------------------ | ----------------- | ----------------- | ----------------- | ----------------- | ------------------ | ------------------ | -------------- | ------------ |
| Oro     | Elizabeth Becker-Pinkston | Stati Uniti | 84,1                   | 3,0                    | 93,8                     | 1,0                      | 103,6             | 1,0               | 90,0              | 2,0               | 103,4              | 1,0                | 8,0            | 474,9        |
| Argento | Aileen Riggin             | Stati Uniti | 77,8                   | 4,0                    | 92,6                     | 2,0                      | 102,8             | 2,0               | 90,8              | 1,0               | 96,4               | 3,0                | 12,0           | 460,4        |
| Bronzo  | Carol Fletcher            | Stati Uniti | 70,2                   | 5,0                    | 81,8                     | 3,0                      | 100,0             | 3,0               | 87,5              | 3,0               | 96,9               | 2,0                | 16,0           | 436,4        |
| 4       | Ewa Olliwier              | Svezia      | 95,2                   | 2,0                    | 77,1                     | 4,0                      | 91,6              | 5,0               | 80,6              | 4,0               | 81,3               | 5,0                | 20,0           | 425,8        |
| 5       | Signe Johansson           | Svezia      | 103,2                  | 1,0                    | 70,0                     | 5,0                      | 83,9              | 6,0               | 71,9              | 5,0               | 83,6               | 4,0                | 21,0           | 412,6        |
| 6       | Klara Bornett             | Austria     | 62,5                   | 6,0                    | 68,1                     | 6,0                      | 94,4              | 4,0               | 71,7              | 6,0               | 73,5               | 6,0                | 28,0           | 370,2        |